# Batrachomyia strigipes
Batrachomyia strigipes är en tvåvingeart som beskrevs av Malloch 1927. Batrachomyia strigipes ingår i släktet Batrachomyia och familjen fritflugor. Inga underarter finns listade i Catalogue of Life.